# Navarrés
Navarrés é um município da Espanha na província de Valência, Comunidade Valenciana. Tem 47 km² de área e em 2021 tinha 3 004 habitantes (densidade: 63,9 hab./km²).

## Demografia
| Variação demográfica do município entre 1991 e 2004 | Variação demográfica do município entre 1991 e 2004 | Variação demográfica do município entre 1991 e 2004 | Variação demográfica do município entre 1991 e 2004 |
| --------------------------------------------------- | --------------------------------------------------- | --------------------------------------------------- | --------------------------------------------------- |
| 1991                                                | 1996                                                | 2001                                                | 2004                                                |
| 2827                                                | 2772                                                | 2793                                                | 2929                                                |